# Фомкино (Ленинградская область)
Фомкино — деревня в Самойловском сельском поселении Бокситогорского района Ленинградской области.

## История
ФОМКИНО — деревня Фомкинского общества, прихода Волокославского погоста. 

Крестьянских дворов — 12. Строений — 32, в том числе жилых — 15. Жители занимаются рубкой, возкой и сплавом леса.

Число жителей по семейным спискам 1879 г.: 26 м. п., 38 ж. п.; по приходским сведениям 1879 г.: 25 м. п., 31 ж. п.

В конце XIX — начале XX века деревня административно относилась к Анисимовской волости 5-го земского участка 3-го стана Тихвинского уезда Новгородской губернии.

ФОМКИНО — деревня Фомкинского общества, число дворов — 15, число домов — 16, число жителей: 29 м. п., 32 ж. п.; Занятия жителей: земледелие, лесные промыслы. Озеро Боровое. Часовня, хлебозапасный магазин, смежна с усадьбой Малая Новинка и усадьбой Ильицыно. 

ИЛЬИЦИНО — выселок А. Ф. Васильевых, число дворов — 1, число домов — 1, число жителей: 8 м. п., 10 ж. п.; Занятия жителей: земледелие. Озеро Боровое. Смежен с деревней Фомкино. (1910 год)

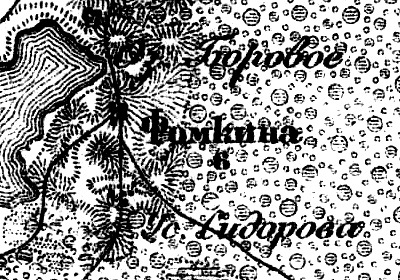
Деревня Фомкино на карте 1917 года

Согласно карте Новгородской губернии 1913 года деревня называлась Фомкина и насчитывала 6 крестьянских дворов, к югу от деревни находилась усадьба Сидорова, к западу от озера Боровое, находилось сельцо Фомкина, которое насчитывало 10 дворов.
С 1917 по 1918 год деревня входила в состав Анисимовской волости Тихвинского уезда Новгородской губернии.
С 1918 года, в составе Череповецкой губернии.
С 1927 года, в составе Фомкинского сельсовета Пикалёвского района.
С 1928 года, в составе Анисимовского сельсовета.
С 1932 года, в составе Ефимовского района.
По данным 1933 года деревня Фомкино входила в состав Анисимовского сельсовета Ефимовского района Ленинградской области.
В 1940 году население деревни составляло 132 человека.
С 1952 года, в составе Бокситогорского района.
С 1963 года, вновь в составе Ефимовского района.
С 1965 года вновь в составе Бокситогорского района. В 1965 году население деревни составляло 61 человек.
По данным 1966, 1973 и 1990 годов деревня Фомкино также входила в состав Анисимовского сельсовета Бокситогорского района.
В 1997 году в деревне Фомкино Анисимовской волости проживали 12 человек, в 2002 году — 15 человек (все русские).
В 2007 году в деревне Фомкино Анисимовского СП проживали 7 человек, в 2010 году — также 7.
В 2014 году Анисимовское сельское поселение вошло в состав Самойловского сельского поселения Бокситогорского района.

## География
Деревня расположена в юго-западной части района на автодороге 41К-034 (Пикалёво — Колбеки).
Расстояние до деревни Анисимово — 6 км.
Расстояние до ближайшей железнодорожной станции Пикалёво — 29 км. 
Деревня находится на западном берегу озера Боровое.

## Демография
| 1997 | 2002 | 2007 | 2010 | 2017 |
| ---- | ---- | ---- | ---- | ---- |
| 12   | ↗15  | ↘7   | →7   | ↘3   |